# 特伦斯·麦克纳利

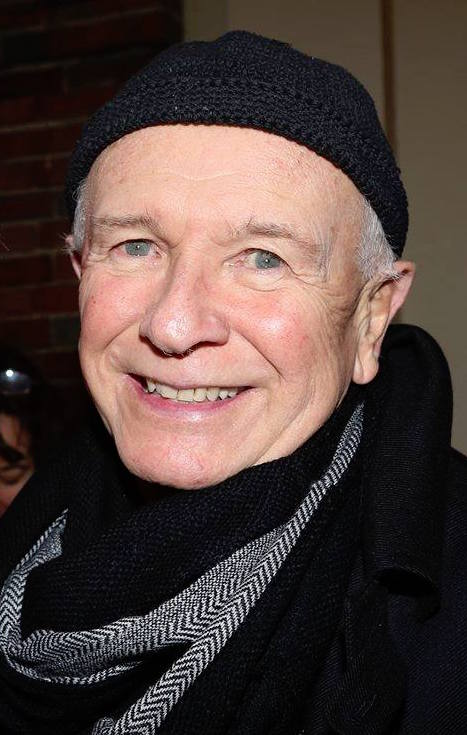
特伦斯·麦克纳利

特伦斯·麦克纳利（1938年11月3日—2020年3月24日）是一位美国剧作家、编剧  ，曾五次获得托尼奖。他于1996年入选美国戏剧名人堂，2018年，他入選美国艺术暨文学学会。他還获得一次艾美奖、两次古根海姆奖、四次戏剧桌奖。 他最終因2019冠状病毒病并发症去世。 